# Migas (gastronomie)
Pour l’article homonyme, voir Migas.
Les migas sont une spécialité culinaire de la péninsule Ibérique principalement au  nord (Navarre) et Aragon, centre et au sud. C'était à l'origine un plat ancien destiné aux travailleurs des champs et une façon de profiter des restes de pain sec.

## Caractéristiques

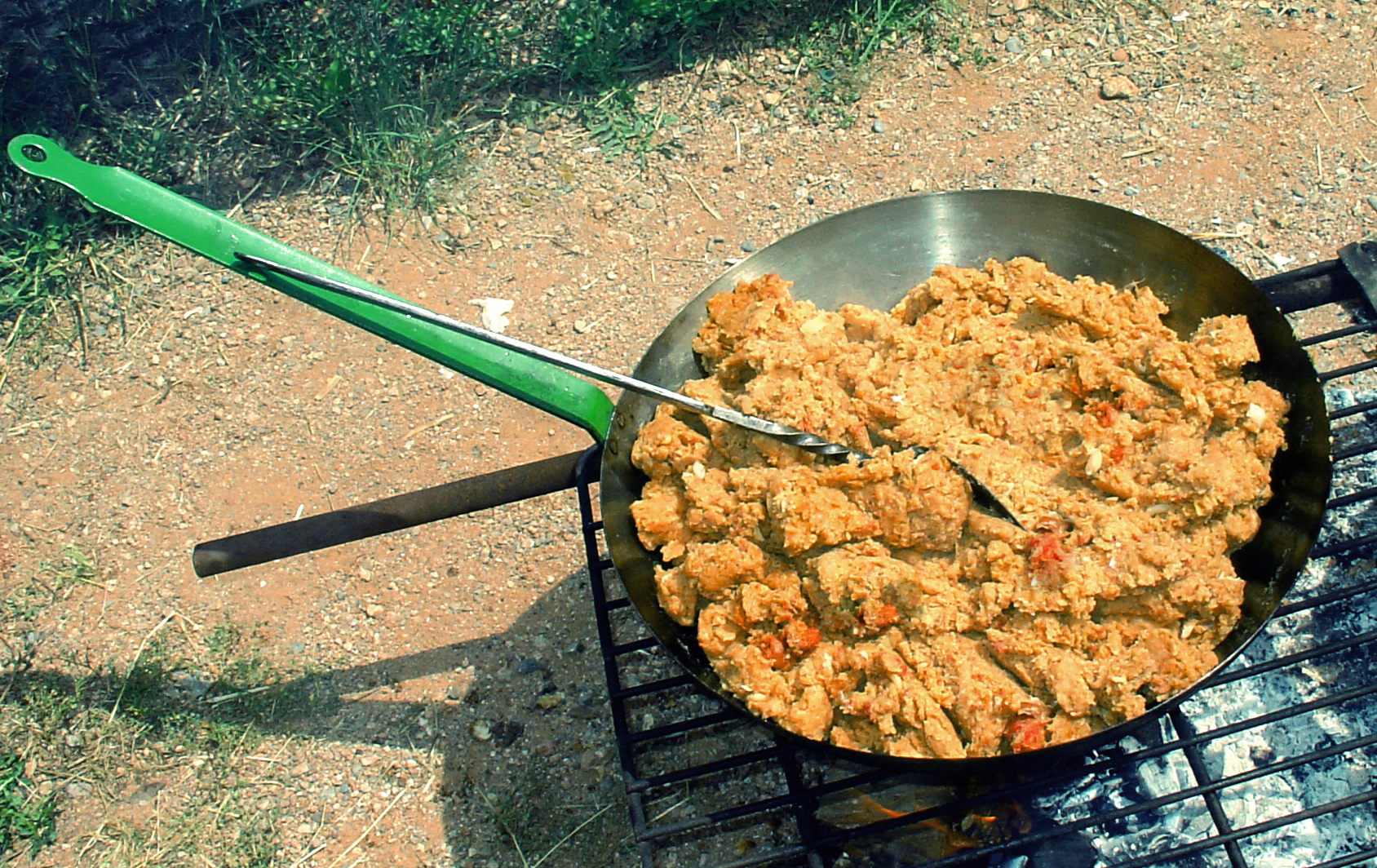
Migas andalouses.

Cette spécialité culinaire consiste à faire revenir de très fines tranches de pain sec frottées à l'ail dans de la graisse de mouton ou de porc ou encore dans de l'huile d'olive. D'autres préparations se font à partir de miettes de pain frit et dorées à la poêle, dans la région de Leiria (Portugal) ce sont de miettes de pain de maïs avec des épinards, de l'ail et de l'huile d'olive, mais dans certaines régions on utilise de la pomme de terre, comme en Alentejo ou encore de la farine dans le sud-est de l'Espagne (cela se nomme gachamiga en espagnol ou gatxamiga en catalan). De nos jours, cette même recette peut aussi être préparée avec de la semoule de blé.

## Différentes préparations
- Migas a alentejana : ce plat est préparé avec du pain traditionnel d'Alentejo, de l'ail, de la pâte de poivron rouge et de la viande de porc.
- Migas manchegas ou ruleras : typiques de La Mancha, elles sont préparées avec du pain sec qu'on a laissé tremper deux heures dans de l'eau, de l'huile, avec du chorizo, du lard et d'autres morceaux de viande de porc.
- Migas andalouses : c'est un plat traditionnel rural qui se prépare dans une poêle huilée dans laquelle on commence par frire de l'ail et, une fois celui-ci doré, on plonge les morceaux de pain préalablement trempés dans de l'eau.
- Migas de Murcie ou gachamigas : préparées avec du pain dur ou avec de la farine, de l'eau, de l'huile d'olive et du sel, accompagnées de saucisson, de lard. Il est habituel de manger les migas accompagnées de quelques fruits tels que le raisin, l'orange, la grenade ou quelques olives.
- Migas de Almería : préparées avec de la semoule et accompagnées de sardines ou de morue.
- Migas extremeñas : s'accompagnent de porc ou de chorizo et de piments.